# بلبل (فیلم ۱۹۱۴)
بلبل (انگلیسی: The Nightingale) یک فیلم صامت درام به کارگردانی آگوستوس توماس محصول سال ۱۹۱۴ است. از بازیگران آن می‌توان به اتل باریمور و اد وست اشاره کرد.